# Эль Муэрто
Эль Муэ́рто (исп. El Muerto — «Мертвец») — псевдоним двух персонажей американских комиксов издательства Marvel Comics. Оба персонажа, Маркус Эстрада де ла Гарсия (исп. Marcus Estrada de la García) и его сын Хуан-Карлос Эстрада Санчес (исп. Juan-Carlos Estrada Sanchez), впервые появились в комиксе Friendly Neighborhood Spider-Man #6 (май 2006) и были созданы сценаристом Питером Дэвидом и художником Роджером Крузом.
Маркус Эстрада погиб от рук злодея Эль Дорадо (исп. El Dorado — «Золотой»), после чего титул Эль Муэрто, а вместе с ним и мистическая маска, наделяющая её обладателя сверхсилой, перешла к Хуан-Карлосу, профессиональному рестлеру. Изначально он был противником Человека-паука, однако впоследствии стал союзником супергероя. Маска Эль Муэрто наделяет его выносливостью и сверхчеловеческой силой.
Эль Муэрто получит сольный фильм, действие которого развернётся в рамках медиафраншизы «Вселенная Человека-паука от Sony». Критики оценили персонажа положительно.

## История публикаций
Оба персонажа, носившие имя Эль Муэрто, были созданы сценаристом Питером Дэвидом и художником Роджером Крузом и впервые появились в первой части двухсерийной сюжетной арки «Маски» (англ. Masks), опубликованной в комиксе Friendly Neighborhood Spider-Man, том 1, #6 в мае 2006 года. В этом же выпуске была показана смерть оригинального Эль Муэрто — Маркуса Эстрада де ла Гарсия.
В дальнейшем второй Эль Муэрто, Хуан-Карлос Эстрада Санчес, появился во Friendly Neighborhood Spider-Man, том 1, #7 и был упомянут Железным Человеком в отчёте по Гражданской войне в Civil War: Battle Damage Report.

## Биография
Однажды самопровозглашённый бог реслинга Эль Дорадо даровал человеку из рода Эстрада мистическую маску Эль Муэрто, наделяющую носителя сверхсилой и выносливостью. Маска передавалась из поколения в поколение, при этом каждый следующий продолжатель рода был обязан сразиться с Эль Дорадо, чтобы остаться в живых и получить право носить маску.
Маркус Эстрада де ла Гарсия тренировал своего сына Хуан-Карлоса с детства, но при встрече с Эль Дорадо Хуан-Карлос испугался и не стал драться. Эль Дорадо обезглавил Маркуса и предоставил Хуан-Карлосу десять лет, чтобы тот набрался смелости, сразился с каким-либо борцом в маске и сорвал её с него.
Десять лет спустя Хуан-Карлос под псевдонимом Эль Муэрто отправился в Нью-Йорк, где спас Джея Джону Джеймсона и его сына Джона Джеймсона от вооружённого преступника. Взамен Джей Джона помог Эль Муэрто организовать благотворительное мероприятие: борцовский поединок, в котором Хуан-Карлос сразился с Человеком-пауком. Джона организовал матч в надежде, что Эль Муэрто победит и разоблачит Человека-паука. Оба противника посетили мероприятие. Во время сражения Человек-паук рефлекторно пронзил Эль Муэрто своими жалами, введя ему парализующий яд.
Эль Муэрто попал в больницу, где его настиг Эль Дорадо, планировавший убить Хуан-Карлоса за то, что тот не смог раскрыть тайну личности Человека-паука. В ходе битвы с Эль Дорадо Человеку-пауку удалось смешать нужные кислоты и создать царскую водку, с помощью которой он растворил золотую броню Эль Дорадо. Злодей сбежал, прежде чем Эль Муэрто и Человеку-пауку удалось его остановить.

## Силы и способности
Хуан-Карлос — высококвалифицированный борец, хорошо обученный вольному стилю и техникам шут-рестлинга. Свободно говорит по-испански и немного говорит на английском языке. Маска Эль Муэрто наделяет его выносливостью и сверхчеловеческой силой, позволяющей поднимать массу до 30 тонн.
Согласно «Официальному руководству по Вселенной Marvel» (англ. Official Handbook of the Marvel Universe), интеллект Эль Муэрто оценивается на 2 балла из 7, сила — на 5, скорость — 2, выносливость — 3, боевые навыки — 5.

## Вне комиксов
В апреле 2022 года на мероприятии CinemaCon кинокомпания Sony Pictures Entertainment анонсировала сольный фильм о персонаже — «Эль Муэрто», действие которого будет происходить в медиафраншизе «Вселенная Человека-паука от Sony». На главную роль был утверждён пуэрто-риканский рэпер Бени́то Анто́нио Марти́нес Ока́сио (исп. Benito Antonio Martínez Ocasio), более известный под псевдонимом Бэд Банни (англ. Bad Bunny).
После анонса «Эль Муэрто» некоторые фанаты комиксов были удивлены, что про относительно неизвестного персонажа снимут кино, в то время как во Вселенной Marvel существуют более популярные персонажи-латиноамериканцы — например, Человек-паук 2099. Сам Бэд Банни говорил, что «эта роль идеальна, и „Эль Муэрто“ будет грандиозным». Он также выразил надежду, что зрители будут гордиться его работой, учитывая, что это первый фильм Marvel с латиноамериканцем в главной роли.
В июле 2023 года рэпер покинул проект.
В декабре 2024 года студия приняла решение отменить все планировавшиеся для «Вселенной Человека-паука от Sony» проекты — в том числе «Эль Муэрто» — по причине провала кинокомикса «Крейвен-охотник».

## Восприятие
Нил МакКлин, сотрудник фан-сайта SpiderFan.org, в своих рецензиях Friendly Neighborhood Spider-Man #6 и #7 отмечал, что Питеру Дэвиду удалось написать для Эль Муэрто «предысторию с убедительной мотивацией», благодаря которой «читатель действительно сочувствует парню». Он также отмечал, что Эль Муэрто получился «на удивление глубоким персонажем», хотя финал его сюжетной арки был предсказуем.
Главный редактор портала Comic Book Revolution писал, что ему понравился Эль Муэрто, несмотря на то, что он показался ему «немного стереотипным героем-представителем меньшинства». По его мнению, персонаж не вышел оскорбительным, как Чёрная Молния или Чёрный Голиаф. Он также отметил, что у персонажа есть «хороший потенциал».
29 апреля 2022 года портал CBSI, посвящённый инвестированию в комиксы, сообщил, что оригинальные копии Friendly Neighborhood Spider-Man #6, содержащие в себе первое появление Эль Муэрто, стали продаваться на онлайн-площадках по цене выше 75 долларов. Рост цены произошёл в связи с анонсом фильма «Эль Муэрто», до которого комикс можно было приобрести по цене, близкой к указанной на обложке — 2,99 доллара.